# The Neverhood
The Neverhood — компьютерная игра в жанре квест, разработанная студией The Neverhood и изданная компанией «DreamWorks Interactive» для персональных компьютеров под управлением Windows 31 октября 1996 года на территории США. В России игра вышла в ноябре того же года и известна под неофициальными названиями «Небывальщина» и «НЕВЕРьвХУДо». 23 апреля 1998 года состоялся выход игры на приставке PlayStation и была издана только на территории Японии компанией «RiverHill Software» под названием «Klaymen Klaymen: Neverhood no Nazo».

## Игровой процесс
Геймплей в «The Neverhood» схож с традиционными point-and-click–квестами-головоломками, но значительно отличается от других игр жанра. В игре отсутствует интерфейс, предоставляющий доступ к имуществу героя. Во время игры будет доступно несколько предметов (колба с водой, спички и т. д.). По всему игровому миру разбросаны 20 видеокассет, которые необходимы для раскрытия сюжетной линии и для добывания последнего ключа для финала игры. В одной локации расположен огромный текст, описывающий предысторию мира игры. В «Небывальщине» он заменён на Прохождение игры, а «НЕВЕРьвХУДо» предлагает игроку сборник садистских четверостиший.

## Сюжет
Главным героем игры является Клэймен (англ. Klaymen). Суть игры заключается в поисках 20 видеокассет, на которых Вилли Тромбон рассказывает всю историю мира. Игроку предстоит спасти мир Неверхуд (англ. The Neverhood), победив злобного узурпатора Клогга. В финале игры игрок должен сделать выбор между хорошей и плохой стороной (соответственно, концовки будут разные).

## Разработка и выход игры
Идея пластилинового мира «The Neverhood» зародилась у Дугласа Тен-Нэйпела ещё в 1988 году. Она состояла из семнадцати работ, изображающих причудливый глиняный город. В 1995 году Дуглас обратился с идеей создания игры, выполненной полностью из пластилина, к Стивену Спилбергу и его студии «DreamWorks Interactive». Вся игровая обстановка и персонажи выполнены посредством пластилиновой анимации. При создании игрового мира и персонажей страны «The Neverhood» было использовано 3 тонны пластилина. После года совместной работы «Dreamworks Interactive» и «Microsoft» игра вышла в продажу.

## Музыка
Саундтрек к игре был написан Терри Скоттом Тейлором. Написанный с элементами скэта, он  вносит значительный вклад в атмосферу игры и настолько же узнаваем, как и игра. Одновременно с игрой был выпущен отдельный диск с 39 композициями под названием «Neverhood Songs». Треки из «The Neverhood» неоднократно использовались в различных информационных извещениях, например, таких, как рекламные ролики и анонсы телепередач.
| №   | Название                                 | Длительность |
| --- | ---------------------------------------- | ------------ |
| 1.  | «Klaymen Shuffle»                        | 1:45         |
| 2.  | «Olley Oxen Free»                        | 1:20         |
| 3.  | «Everybody Way Oh!»                      | 1:37         |
| 4.  | «Rock N' Roll Dixie»                     | 1:12         |
| 5.  | «Cough Drops»                            | 1:45         |
| 6.  | «Skat Radio»                             | 2:03         |
| 7.  | «Lowdee Huh»                             | 1:27         |
| 8.  | «Klaymen's Theme»                        |              |
| 9.  | «Operator Plays A Little Pingpong»       |              |
| 10. | «Jose Feliciano»                         |              |
| 11. | «Homina Homina»                          |              |
| 12. | «Potatoes, Tomatoes, Gravy, And Peas»    |              |
| 13. | «Triangle Square»                        |              |
| 14. | «Dum Da Dum Doi Doi»                     |              |
| 15. | «Southern Front Porch Whistler»          |              |
| 16. | «Confused And Upset»                     |              |
| 17. | «The Neverhood Theme»                    |              |
| 18. | «The Weasel Chase»                       |              |
| 19. | «Pulling Of The Pin»                     |              |
| 20. | «The Battle Of Robot Bil»                |              |
| 21. | «Klogg's Castle»                         |              |
| 22. | «Time To Goof Off»                       |              |
| 23. | «Klaymen Takes The 'A' Train»            |              |
| 24. | «Low Down Doe»                           |              |
| 25. | «Gargling Drummer»                       |              |
| 26. | «Resolution #8»                          |              |
| 27. | «An Elf Sings His ABC's»                 |              |
| 28. | «Thumb Nail Sketch»                      |              |
| 29. | «I'm Thirsty, I Need Wahwah»             |              |
| 30. | «Sound Effects Record #32»               |              |
| 31. | «The Loughing, Crying, Screaming Masses» |              |
| 32. | «Sound Effects Record #33»               |              |
| 33. | «B3, B.C.»                               |              |
| 34. | «Coffee And Other Just Desserts»         |              |
| 35. | «Spring Has Sprung»                      |              |
| 36. | «Chiming In»                             |              |
| 37. | «Scary Robot Man»                        |              |
| 38. | «Playing Pool In Outer Space»            |              |
| 39. | «Down In The Mines»                      |              |

В 2004 году вышел двух-дисковый сборник «Imaginarium: Songs from the Neverhood» содержащий саундтрек к играм «The Neverhood», «Skullmonkeys» и «BoomBots».

## Оценки
| Русскоязычные издания | Русскоязычные издания |
| Издание               | Оценка                |
| --------------------- | --------------------- |
| «Игромания»           | [ 8 ]                 |

## Продолжения

### Skullmonkeys
В 1998 году вышло продолжение игры от тех же разработчиков под названием «Skullmonkeys». В отличие от «The Neverhood» вторая игра в серии была выполнена в виде двухмерного платформера и вышла только на игровой консоли PlayStation. По сюжету игры, главный злодей Клогг, изгнанный Клэйменом из мира Неверхуд в первой игре, попадает на планету Идзнак, населённую черепомартышками (англ. skullmonkeys). Он решает захватить власть над населением планеты с целью уничтожить Неверхуд, и Клэймену предстоит остановить Клогга.

### Return to the Neverhood
В 2012 году авторы оригинальной игры «Neverhood» выпустили музыкальную новеллу «Return to the Neverhood». Рассказ и саундтрек написал Терри Скотт Тейлор, а иллюстрации нарисовал Дуглас Тен-Нэйпел.

### Armikrog
В 2013 году на сайте Kickstarter стартовал сбор средств на новую игру от «Pencil Test Studios» — компании, создавшей The Neverhood.  Не будучи прямым продолжением «The Neverhood», игра «Armikrog» сохраняет главную отличительную черту «The Neverhood» — «пластилиновые» персонажи и декорации. По сюжету игры, потерпев крушение на одной из планет, главные герои — космический странник Томминавт и его говорящий пёс Клюв-Клюв — оказываются в крепости, из которой должны найти выход.
27 июня 2013 года сбор средств на разработку игры успешно завершился: разработчики собрали около 975 тысяч долларов (при минимальной сумме для успешного финансирования, указанной разработчиками, в 900 тысяч). Первоначально датой выхода игры назывался июль 2014 года, позднее дата выпуска была перенесена на лето 2015 года. 30 сентября 2015 года «Armikrog» стала доступна для Windows, Mac OS X и Linux, а также для Wii U. Кроме этого, игра была переведена с английского языка на испанский, итальянский, немецкий, польский, русский и французский языки.

### Обзоры
- Короткий обзор и прохождение «The Neverhood» на сайте «Игромании».
- Обзор игры на QuestZone.
- Обзор игры на Old-game.org.

### Различное
- The Neverhood Soundtracks — 39 композиций в MP3
- Хабрахабр: Как делалась «НеВерьВХудо» — один из переводчиков «Дядюшка Рисёч» рассказывает о работе над переводом игры.
- «The NeverHood» для Sega MegaDrive